# Kabinett Gustav Schädler
Das Kabinett Gustav Schädler war vom 10. Juni 1922 bis zum 15. Juni 1928 die von Fürst Johann II. ernannte Regierung des Fürstentums Liechtenstein unter Vorsitz von Regierungschef Gustav Schädler.
Nach dem deutlichen Wahlsieg der Volkspartei (VP) bei den Landtagswahlen vom 5. Februar 1922, drängte die VP Regierungschef Josef Ospelt (FBP) zum Rücktritt und nach zwei kommissarischen Amtsübernahmen durch Alfons Feger (VP) und Felix Gubelmann (FBP), wurde am 10. Juni 1922 Gustav Schädler mit seiner Regierungsmannschaft (Koalition von Volkspartei und Bürgerpartei) ins Amt gebracht. Nach den Landtagswahlen vom 10. Januar 1926 kam es zu einer monatelangen Regierungskrise, da die Volkspartei den von der Bürgerpartei als Regierungsrat vorgeschlagenen Ludwig Marxer nicht wählen wollte. Es kam daher zu vorgezogenen Neuwahlen am 5. April 1926, die an den Kräfteverhältnissen nichts änderten. Erst durch den Rückzug Marxers wurde der Weg für eine neue Regierung frei.
Die Regierung stand nach der Auflösung Österreich-Ungarns vor grossen wirtschaftlichen Problemen, die sie durch eine Anlehnung an die Schweiz zu lösen versuchte. Dazu dienten unter anderem der Abschluss eines Zollvertrags mit der Schweiz und die Einführung der Schweizer Frankens als neuer Landeswährung 1924.
Außerdem unternahm die Regierung ein umfangreiches innenpolitisches Reformwerk, mit dem die demokratischen Forderungen, die der neuen Verfassung von 1921 entsprangen, umgesetzt und die Wirtschaft gestärkt werden sollte. An diesen Reformen waren Wilhelm Beck und Emil Beck führend beteiligt. Zu ihnen zählen das Gesetz über die allgemeine Landesverwaltungspflege (1922), das Gesetz betreffend die Ausübung der politischen Volksrechte in Landesangelegenheiten (1922), das Steuergesetz (1923), das Sachenrecht (1923), die Rechtssicherungsordnung (1923), das Gesetz zum Staatsgerichtshof (1925), das Personen- und Gesellschaftsrecht (1926) und das Gesetz betreffend Treuunternehmen (1928). 1925 erfolgte der Bau des lang diskutierten Kraftwerks Lawena. Der Rheineinbruch 1927 sorgte allerdings für erhebliche Schäden und beendete den Wirtschaftsaufschwung trotz Bemühungen der Regierung um Linderung. 
1928 führte der Sparkassaskandal zum Ende der Regierung. Verwalter der Sparkassa, die führende Mitglieder der Volkspartei waren, hatten der Bank durch Spekulationsgeschäfte schweren finanziellen Schaden von mehreren Millionen Franken zugefügt. Der Regierung um Schädler wurde Überforderung und Vernachlässigung ihrer Aufsichtspflichten vorgeworfen. Schädler und die ganze Regierung traten daher am 15. Juni 1928 auf Verlangen des Fürsten zurück. Der Landtag wurde am Folgetag aufgelöst. Bei den folgenden Neuwahlen erlitt die Volkspartei eine deutliche Niederlage.

## Kabinettsmitglieder
|                               | Bild                                       | Name            | Amtszeit                      | Landschaft |  |
| Regierungschef                |                                            |                 |                               |            |  |
|                               | Regierungschef Gustav Schädler             | Gustav Schädler | 10. Juni 1922 – 15. Juni 1928 | Oberland   |  |
| Regierungschef-Stellvertreter |                                            |                 |                               |            |  |
|                               | Regierungschef-Stellvertreter Alfons Feger | Alfons Feger    | 10. Juni 1922 – 15. Juni 1928 | Oberland   |  |
| Regierungsräte                |                                            |                 |                               |            |  |
|                               | Regierungsrat Felix Gubelmann              | Felix Gubelmann | 10. Juni 1922 – 1926          | Unterland  |  |
|                               | Regierungsrat Josef Steger                 | Josef Steger    | 16. März 1923 – 1926          | Oberland   |  |
|                               | Regierungsrat Alois Frick                  | Alois Frick     | 1926 – 15. Juni 1928          | Oberland   |  |
|                               | Regierungsrat Peter Büchel                 | Peter Büchel    | 1926 – 15. Juni 1928          | Unterland  |  |